# Villa Savarese
Die Villa Savarese ist ein Landhaus aus dem 20. Jahrhundert im Viertel Posillipo von Neapel in der italienischen Region Kampanien. Sie liegt in der Via Scipione Capece, 14.

## Geschichte und Beschreibung
Die Villa ließ in den Jahren 1936–1942 Vincenzo Savarese unter der Leitung von Luigi Cosenza errichten. Sie erhebt sich auf einem Sockel aus Tuffstein und Beton und hat ein Untergeschoss, in der sich die Garage und Technikräume befinden. Im Obergeschoss des Sockels sind die Aufenthalts- und Spielräume untergebracht, während darüber zwei Stockwerke mit Bädern und Schlafzimmern liegen.
Bemerkenswert ist die Art, wie Cosenza die einzelnen Stockwerke verbunden hat: Eine Wendeltreppe verband die oberen Stockwerke und die Verbindungsrampe zwischen den dritten und dem vierten Geschoss. Das Treppenhaus besteht aus Glasbausteinen. Mit der Anlage des Gartens beschäftigte sich der berühmte Architekt Pietro Porcinai.
Das Landhaus wurde in den letzten Jahrzehnten gegenüber seiner ursprünglichen Anlage stark verändert: Die Wendeltreppe und die Verbindungsrampen wurden abgerissen, die Vorhalle im Sockel und andere Teile des Hauses wurden umgebaut und so die Idee des vom Planer selbst entworfenen Wohnkonzeptes verändert.

## Sonstiges
Die Villa wählte der US-amerikanische Sänger Michael Jackson, um dort seinen Erholungsurlaub zu verbringen, nachdem er vom 3.–8. Februar 2006 Venedig und Florenz besucht hatte.